# Obrázsa
Obrázsa (románul: Obreja) falu Romániában, Erdélyben, Fehér megyében.

## Fekvése
Tövistől 10 km-re délkeletre, a Küküllő bal partján található.

## Nevének eredete
Neve a nyelvjárási román obrejă ('hordalékos folyópart') szóból való. Első említése: Obráza (1760–1762).

## Története
Román falu volt Alsófehér vármegyében, birtokosa 1839-ben a gróf Esterházy család. Erdélyben először Esterházy János tartott merinó juhokat Obrázsán, 1825 és 1840 között.

## Népessége
- 1900-ban 542 lakosából 514 volt román és 21 magyar anyanyelvű; 476 görögkatolikus, 39 ortodox és 14 református vallású.
- 2002-ben 686 lakosából 665 volt román és 9 magyar nemzetiségű; 615 ortodox és 70 görögkatolikus vallású.

## Látnivalók
- A Wesselényi-udvarház 1901-ben épült, 18. századi alapokra. 1921 és 1948 között, majd 2004-től ismét görögkatolikus apácakolostor működik falai között.[2]
- A faluban áll egy 18. századi csűr.